# ハリー・ポッターのパロディ
ハリー・ポッターのパロディでは、J・K・ローリングのハリー・ポッターシリーズをパロディした作品について記す。
パロディと自称している作品の中にはローリングや出版社によって盗作として標的にされたものもあるが、法的制裁なしに数十万部も売れたものもある。ハリーポッターのパロディを誤解したために生まれた都市伝説が、少なくとも2つある。パロディの多くは自費出版されたものだが、「MAD」や「ザ・シンプソンズ」、「サタデー・ナイト・ライブ」、「ロボットチキン」といったメジャーな作品でもパロディが行われている。作者のローリング自身がパロディのネタになった例も（自分自身で行ったものも含めて）多数ある。

## テレビアニメ

### アメリカ合衆国
- ザ・シンプソンズにおいてハリー・ポッターのパロディは何度も行われており、"Treehouse of Horror XII"の"第3話Wiz Kids"という回では,リサとバートが Springwart's School of Magickryという学校の生徒として描かれている。ハリー・ポッターが彼らのクラスにおり、3人はモンゴメリー・バーンズ演じる悪人 Lord Montymortと戦わなければならない。 以下は番組におけるハリー・ポッターとクラッパベル夫人とのやりとりである。
クラッパベル夫人: Harry Potter, are you chewing gum?（訳：ハリー・ポッター、あなたはガムを噛んでいるの?）
Harry: No, ma'am, it's brimstone. ［He blows a small fireball］[7]
  - 第18シーズンの "The Haw-Hawed Couple"という回で、寝る前リサはホーマーに Angelica Buttonを読んでほしいと頼む。ホーマーはGreystash校長という登場人物が死んでしまうことを知り（『ハリー・ポッターと謎のプリンス』におけるアルバス・ダンブルドアのパロディ）、リサに自分で作ったハッピーエンドを語ってしまう。 リサは実際の結末を知っていたが、ホーマーの語った結末を気に入った[8]。
  - "Smoke on the Daughter"という回でシンプソンズ一家は夜中に Angelica Buttonの最終巻を売り飛ばしに行く。 店に行く途中の車の中で,リサは本の内容をすべて暗記し、自分の気に入った場面をすべて話した。リサはシリーズの結末を話、一家で"Yay!" と叫んで車の外から本を出すという落ちがつく。
- ビリー&マンディの登場人物ナイジェル・プランターが"Toadblatt's School of Sorcery"で初登場を果たした際、ハリー・ポッターシリーズだけでなく、アニマル・ハウスへのパロディ要素もあった。  "Nigel Planter And The Chamber Pot of Secrets", "One Crazy Summoner","Order of the en:Peanuts"に登場した際も これらのエピソードには名前を言うと言った人が不幸に遭うキャラ Lord Moldybutt（ヴォルデモート卿のパロディ）や、Squid Hat（組分け帽子のパロディ 、原語版：アル・ヤンコビック）がいたり[9]、 Toadblatt's School of Sorceryがホグワーツのパロディだったり、 Weaslethorpe寮がグリフィンドール寮のパロディ（Weaslethorpeの対立要因としてスリザリンのパロディであるGunderstankがある）だったりと、ハリー・ポッターへのパロディも多々見られる。
- Arthurに、"Pigblisters"という魔法学校に通う少年が主人公のHenry Skreeverという児童向けの書物が2話出てくる。 "Prunella's Special Edition"では、Henry Skreever and the Cabbage of Mayhemという本が発売されたばかりで、登場人物がそれを手に入れて読む場面がある。"Prunella Sees the Light"という回では、 Henry Skreeverの長編映画 Henry Skreever and the Brick of Wondersについて話される場面があり、"Lord Moldywort"という悪役も出てくる[10]。この劇中劇の中で生徒たちはThe Mangling Maple"（The Whomping Willow）という危険な携帯用の木と魔法のじゅうたんに乗ってにのって "Soupitch"（クィディッチのパロディ）に興じる場面がある。
- 『ジミー・ニュートロン 僕は天才発明家!』では、ジミーが友人と映画を制作する回があり、ジミーがPigpimplesという学校に通うParry Bladderの役を演じた[11]。
- 児童向け番組en:Cyberchaseで,幼い魔法使い Shari Spotterが、 Professor Stumblesnoreが校長を務める Frogsnorts魔法学校に通う[12] 。この番組では毎回主要人物が一連の魔術的ロジック問題を解決する。
- 『ラマだった王様 学校へ行こう!』の"The Prisoner of Kuzcoban"という回は、 "ハリー・ポッターとアズカバンの囚人"のパロディである。
- 『クリフォード』の"Magic in the Air"という回で、Charleyは Peter Poundstone というハリー・ポッターに似た、小説の登場人物にのめりこんでしまい,学校の宿題でジオラマを作るために魔法を使おうと考えてしまう場面があった[13]。
- en:Robot Chicken の"Password: Swordfish" という回はハリー・ポッターが Pubertusというモンスターと戦う内容である[14]。
- en:Fetch with Ruff Ruffmanにおける Dogwartsは、ホグワーツ魔法学校のパロディである。

### イギリス
- 『グルミット』の卒業校であるドッグワーツ大学は、ホグワーツのもじりである。

### 日本
- テレビアニメ『星のカービィ』"読むぞい! 驚異のミリオンセラー"という回において、「ローリン氏」の書いた『パピー・ポッティと愚者の石』（"Pappy Pottey and the Fool's Stone"）という本が登場した[15]

## 実写のテレビ番組

### アメリカ合衆国
- ハリー・ポッターシリーズはアメリカ合衆国のスケッチ・コメディ番組『サタデー・ナイト・ライブ』でしばしばパロディされており、いずれのスケッチにおけるハリーはレイチェル・ドラッチが演じたが[16]、 "Welcome Back Potter" というスケッチにおけるハリー役はウィル・フォルテが担当した[17]。
  - また、ハーマイオニー・グレンジャーはリンジー・ローハンが演じ、トレーナーを裏返しに着ていて、胸部のほとんどが見えていたため、ハリーやロン、ウィーズリーの双子だけでなく、さらにはハグリッドやスネイプまでをもびっくりさせた（少年たちはハーマイオニーの入浴をのぞき見ようと透明マントを用いようともした）。これは、ハーマイオニーが思春期を迎えたことへのパロディである。[18]
  - 近年行われた、原作者ネタにおいて、ローリング（演：エイミー・ポーラー）はハリー・ポッターとアズカバンの囚人からアルバス・ダンブルドア（演： ビル・ヘイダー）の同性愛じみた行為をカットした。
- 児童向けスケッチ・コメディ番組en:All Thatに、"Harry Bladder" という回があり、ハリーは箒に乗らずにリーフブロワーに乗った[19]
- 『ウェイバリー通りのウィザードたち』の『魔法学校ウィズ・テック』という前後編のある回において、アレックスとジャスティン・ルッソは魔法使いのためのサマースクールWiz-techに参加する場面がある。そのサマースクールの参加者は全員眼鏡をかけ、顔に奇妙な傷があり、黄色と黒のローブを羽織っていた。アレックスが「あなた誰かに似てるわね、テリー…じゃなかった、バリー…違う、ラリー…やだ!思い出せない」と思う場面もあった。ダンブルドアは Headmaster Crumbsとしてパロディされ（髭は付け髭）, Draco Malfoy はJerko Phoenixとしてパロディされていた。悪役の Dr. Eviliniはジャスティンの力を狙っていた。クィディッチは、12ボールという卓球に似たゲームとしてパロディされていた。試合終了後に金色のドレスを着た少女の発した"hit the tattler" という言い回しの、 tattlerはスニッチのパロディである[20]。
- en:Ned's Declassified School Survival Guideの"Guide to: Substitute Teachers and The New Kid"という回で、この作品のパロディが行われた。この回は、眼鏡をかけていて、映画版のハリーと似た衣裳の少年が、学校で旅行をやろうと言い出すところで締めくくられる。
- Caught on Cameraの On the Edge of Death という回にはハリー・ポッターと死の秘宝のトラックがある。
- 『シークレット・アイドル ハンナ・モンタナ』のある回にいて,マイリーはロンドンへ行くといい、ホグワーツと付け加えた親友リリーがマイリーの兄ジャクソンに恋したと言う回の時は、ヴォルデモート卿の事が会話にでたり、ごまかしの為にロンドンの学校通っていたと言い、どこの学校かと訊かれるとホグワーツと答えていたりと、ところどころでハリー・ポッターの影響が見られる。マイリーは時間が無いらしく、映画しか見ていない模様。
- 『スイート・ライフ オン・クルーズ』のある回では、コーディーと別れたベイリーを慰めるためにタトワイラー先生がコーディーを表す『名前を言ってはいけないあの人』を言ったとき、いまいち理解できていないロンドンが『ヴォルデモートのこと？』と言っている。

### イギリス
- アリスター・マクゴーワンの番組en:Big Impressionにおいて、"Louis Potter and the Philosopher's Scone"というスケッチがあった。この回の主要キャストは以下のとおり。
  - Louis Potter： en:Louis Theroux
  - ダーズリー夫妻： ニール・ハミルトンとクリスティーン・ハミルトン
  - ハーマイオニー：ナイジェラ・ローソン
  - ロン：アン・ロビンソン
  - クィレルの顔 en:Mark Lawrenson
  - ヴォルデモートの顔：ゲーリー・リネカー

また、『ハリー・ポッター』シリーズに出演経験のあるロビー・コルトレーンがハグリッドの役で、アラン・リックマンがスネイプの役で登場した。
- BBCの風刺コメディDead Ringersでは、ハリー・ポッターネタが毎年登場し、ある年のものでは、スター・ウォーズ・シリーズ、ハリー・ポッター、指輪物語をネタにしたスケッチが別々に登場し、若き男性メインキャラクターと親しくなる謎めいた老魔法使いに声をかけていた。
- 2003年, en:Comic Reliefというチャリティイベントにおいて、Harry Potter and the Secret Chamberpot of Azerbaijanというパロディが披露された。 今作品ではドーン・フレンチ演じる女性化したハリーが登場した。他主要キャストは以下のとおり
  - ロン/J・K・ローリング：ジェニファー・サンダース
  - ハーマイオニー：ミランダ・リチャードソン
  - ダンブルドア：ナイジェル・プレイナー（ひげをつけリチャード・ハリスの格好で登場）
  - スネイプ：ジェレミー・アイアンズ
  - ミネルバ・マクゴナガル：アリソン・ステッドマン
  - ハグリッド：ロニー・コーベット
  - しもべ妖精ドビー：バジル・ブラシ

このパロディ番組はTジェニファー・サンダース演じるJ・K・ローリングのメッセージで始まり 、Gobs of Fireという続編へのお知らせで終わるが、Gobs of Fireという作品の制作はなく、最初から計画されていなかったのか、ただの、視聴者へのかつぎだったかどうかは不明である。なお、フレンチは2004年の映画『ハリー・ポッターとアズカバンの囚人』で太った貴婦人を演じた。
- en:2DTVでは、短いアニメ映像が流され、en:Ofstedの調査官 がホグワーツを調べるという内容になっていた。調査官は、ハリー、ロン、ハーマイオニーらイヤー9の生徒の下手な演技を除いて学校に欠点がないことを悟った。
- BBCのコメディ番組 エキストラ:スターに近づけ!の第2シーズン第3話では、ダニエル・ラドクリフとワーウィック・デイヴィスがそれぞれの役で登場し、 ラドクリフのキャラクターがこの番組における女性の共演者に何度も言い寄ったが,母親に捕まったため失敗し、彼らをとがめた。
- en:CBBC TMIの第2シリーズで、Flacky Rotter And The Friend Count Of Justiceというパロディが出た。
- BBC Oneの『ドクター・フー』
  - 第3シリーズ「言葉の魔術師」では、マーサ・ジョーンズと10代目ドクターおよびウィリアム・シェイクスピアが魔女に対し「エクスペリアームズ！」と唱える場面がある。ドクターはJ・K・ローリングを称賛するコメントもしている[24]。
  - 第10シリーズ「迫る終焉」では、ビル・ポッツがローマ教皇庁の図書館をシリーズになぞらえ、12代目ドクターに窘められている[25][26]。

### 日本
- ウェザーニューズ社が配信しているSOLiVE24のスターにて2012年10月21日以降の回(4回)にて使われていた。
- 「SMAP×SMAP」で稲垣吾郎が「ハリー・ポッチャリー」と肥満のハリーのパロディをした。
- 2001年の「第52回NHK紅白歌合戦」で吉澤ひとみがイベントコーナーで箒に乗り本作のパロディをした。ラストはつり下げで吉澤を飛行させ、スクリーンの映像で締めていた。

### その他
- オーストラリアのスケッチ・コメディ番組 The Wedgeにおいて、ハリー・ポッターとハーマイオニー・グレンジャーは、 "Cooking With..."で、スネイプに見つかる前に、恋愛関係にあった[27]。
- ドイツの子供向け番組のパペットキャラクターen:Bernd das BrotのBerndi Broter und der Kasten der Katastrophen (英： "Berndi Broter and the case of disasters")という回で主人公はBlockharzに通っていた[28]。

## 他メディア
ハリー・ポッター本人のカメオ出演や言及程度のものは除く
- en:RiffTrax は映画版ハリーポッターのうち前半の3作のパロディ・オーディオコメンタリを出しており、『ハリー・ポッターと賢者の石』のオーディオ・コメンタリーも出している。
- en:Wizard People, Dear Readerは、『ハリー・ポッターと賢者の石』の疑似サウンドトラックとして作られたオーディオブックである[29]。
- 2002年、世界の主要都市に牛をモチーフとした像を展示してからチャリティオークションにかけるイベント en:CowParadeでは、ロンドンのレスター・スクウェアに、ほうきに乗ったハリー・ポッターをモチーフとした牛の彫像が展示された。主催者側が牛をオークションにかけようとした際、地元市民からの強い要望により、牛はそのまま展示されることとなった[30][31]。
- 騎手をモチーフとしたTシャツや家庭用品を販売するグラフィック会社ジェレッド・リーは、ケープを着てほうきに乗った馬のTシャツを販売した。なお、その馬の下には"Hairy Trotter"の文字があった[32]。  These t-shirts have become popular and are sold through several major equestrian retailers.
- 牛をモチーフに様々なポップカルチャーのパロディを行ってきたカナダの Cows Ice Cream of Prince Edward Islandは、 "The Prisoner of Azcowban"や "The Goblet of Milk"といったCowy Potter（Dairy Potterとも）シリーズを展開してきている[33]。
- トレーディングカードen:Wacky Packages のAll-New Series 1には、Hairy Patterなるパロディ作品がある。